# Ústav dějin KSČ
Ústav dějin KSČ byl ústav komunistické strany zřízený v roce 1950 propagující stranické dějepisectví.
Snahy zřídit zvláštní pracoviště orientované na dějiny dělnického hnutí a komunistické strany se objevily v roce 1946, ale očekávané otevření ústavu k 50. narozeninám Klementa Gottwalda pod názvy Gottwaldův ústav pro studium revolučních bojů či Gottwaldův ústav dějin KSČ se nestihlo. Smyslem ústavu mělo být systematické a plánovité shromažďování, třídění a rozpracování dokumentárního materiálu o dějinách českého a slovenského dělnického hnutí, dále plánovité a systematické shromažďování materiálu o mezinárodním dělnickém hnutí, pokud se vztahuje k českým a slovenským revolučním bojům“. Další návrh zřízení ústavu z roku 1949 počítal se spoluprací s armádou v podobě společného Muzea odboje. Organizaci ústavu vedl nakonec historik Jiří Doležal, který byl nahrazen Jindřichem Veselým, předválečným funkcionářem KSČ a člen aparátu František Dezider Pór jako organizační tajemník. Sídlem ústavu byla budova městské spořitelny v Rytířské ulici. První statut ústavu byl vydán až v květnu 1957.
Ústavu se nedařilo najít odborně schopné zaměstnance, v roce 1952 fungoval s 15 stálými zaměstnanci a 5 externisty. Například zde působil od roku 1952 Josef Kresta nebo Pavel Reiman jako vědecký pracovník, od roku 1955 je zástupcem ředitele, následně letech 1962–68 ředitelem ústavu po Jindřichu Veselém. Josef Kresta odstoupil v roce 1959, co na něj Veselý udal, že byl v roce 1938 členem agrární mládeže a následně byl obviněn z kariérismu a bezpáteřnictví a nestandardních příjmů.
Po roce 1968 byl přejmenován na Ústav dějin socialismu, který existoval do roku 1970. Ústav se členil na vydavatelský odbor (František Burian), referát dějin KSČ, odbor muzeí a výstav (Jiří Čech), archív (Karel Verner), knihovna (Bohumil Pelikán).

## Dílo a příspěvky
Obsah: F. Horka: Historicky význam vzniku KSČ jako masové revoluční dělnické strany;
- J. Pokorná: KSČ - pevný oddíl mezinárodního revolučního dělnického hnutí;
- J. Menclová: Bolševické zocelení KSČ v letech předmnichovské republiky;
- F. Janáček: Lidová fronta a její uplatnění v politice KSČ;
- M. Klimeš: Uloha NF při přerůstání národní a demokratické revoluce v revoluci socialistickou;
- M. Vartíková: KSČ a slovenská národnostná otázka v ľudovodemokratickom Československu;
- M. Kadlec: Historická nutnost a metoda socialistické